# Charlotte Flandrina von Oranien-Nassau

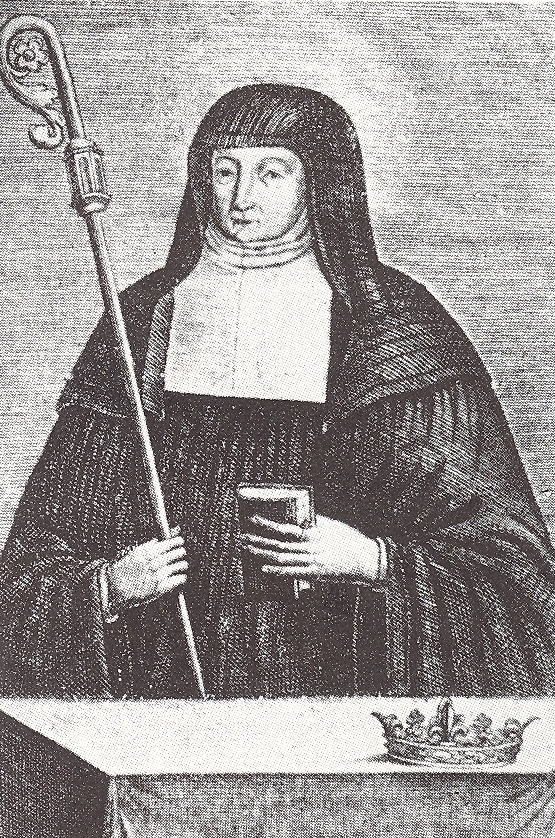
Charlotte Flandrina von Oranien-Nassau, Äbtissin von St. Croix

Charlotte Flandrina (* 18. August 1579 in Antwerpen; † 16. April 1640 in St. Croix) war eine Prinzessin von Oranien-Nassau und Äbtissin von Sainte-Croix (Poitiers).

## Leben
Charlotte Flandrina war eine Tochter des Fürsten Wilhelms I. von Oranien-Nassau und seiner dritten Frau Charlotte von Bourbon-Montpensier.
1581 hatte sich ihre Mutter wieder mit deren Vater versöhnt, war aber im Jahr darauf verstorben. Charlotte Flandrina wurde daraufhin zu ihrem Großvater Ludwig III. von Bourbon, Herzog von Montpensier (1513–1582) nach Frankreich zur Pflege übergeben. Ein Jahr später starb auch er und die Prinzessin gelangte in die Obhut von Jeanne de Chabot, Äbtissin von Le Paraclet, einer Cousine ihrer Mutter. Schließlich gelangte Flandrina auf Geheiß des Königs Heinrich III. zu ihrer katholischen Tante Johanna von Bourbon (1541–1624), Äbtissin von Jouarre. Charlotte Flandrina wurde, trotz Widerstand ihrer protestantischen Verwandten, katholisch und trat 1593 ins Kloster ein.
1595 wurde, die unter Taubheit leidende, Charlotte Flandrina Großpriorin und 1605 Äbtissin des Benediktinerklosters Saint-Croix. Sie blieb in enger Verbindung zu ihren Geschwistern, vor allem aber zu ihren streng protestantischen Schwestern Elisabeth Flandrika und Charlotte Brabantina, die sie immer wieder versuchte zur Konversion zu bewegen. 